# Křížová cesta (Zlaté Hory, Svatý Roch)
Křížová cesta ve Zlatých Horách na Jesenicku vede z města na východ na kopec ke kapli Svatého Rocha.

## Historie
Křížová cesta je tvořena čtrnácti zděnými výklenkovými kapličkami. Byla postavena na přelomu 17. a 18. století. Je zakreslena na vedutě města Zlaté Hory od Friedricha Wernera, zanesena do mapy Zlatohorska zaměřené roku 1753 a na mapě I. vojenského mapování z let 1764–1768. První kaplička stojí pod hřbitovem při výjezdu na Rožmitál. V březnu 2015 byly kaple opraveny.
Křížová cesta na Rochus byla součástí Velikonočních svátků, kdy se ve městě provozovaly od 17. století duchovní divadelní hry. Herci se sešli v daný den u tzv. „Hausvater“ - představeného, oblékli se do úboru, který jim přikrýval celé tělo od hlavy k patě, a jen pro oči byly vystřižené otvory. Poté se herci odebrali ke kostelu, kde u grotty hry začínaly. Dále se pokračovalo po křížové cestě ke kapli svatého Rocha, kde procesí končilo scénou Ukřižování a u instalovaného Božího hrobu.
Křížovou cestu spravuje spolek Bernard s využitím dotace z Česko-německého fondu budoucnosti.

### Kaple Svatého Rocha
Kaple byla postavena v letech 1661–1666 jako dík za záchranu před morem. Roku 1758 vyhořela, poté byla zvětšena. Uvnitř je nástěnná malba vítězné bitvy Rakušanů nad Prusy.